# 李纬 (高都郡公)
李纬（？—？），一名世纬，赵郡元氏县（今河北省石家庄市元氏县）人，出自赵郡李氏西祖，唐朝官员。

## 生平
李纬袭父爵高都郡公，在唐朝历任宗正卿、卫尉卿、司农卿、金紫光禄大夫、荆州大都督府长史、幽州都督、户部尚书、太子詹事、怀洛蒲三州剌史。贞观二十一年（647年），唐太宗前往翠微宫，六月癸未（647年8月4日），唐太宗任命司农卿李纬出任民部尚书，当时太子太傅、梁国公房玄龄在京城留守，恰巧有从京城去翠微宫的人，唐太宗问他说：“房玄龄听说李纬出任尚书有什么看法？” 这个人说：“房玄龄只是说李纬的胡须好，更没有其他的话。”唐太宗立刻改任命李纬为洛州刺史。李纬死后，朝廷赠予秦州都督，谥号定。

## 家族

### 曾祖
- 李徽伯，东魏黄门郎、使持节、卫大将军、陕州刺史、都督冀定瀛相殷五州诸军事、定州刺史、尚书令、司徒公、固安县开固伯[2]

### 祖父
- 李子雄，隋朝辅国将军、平东将军、左金紫光禄大夫、通直散骑常侍、骠骑大将军、仪同三司、使持节、豪州剌史、鸿胪卿，进爵高都公、河北道行台兵部尚书[2]

### 父亲
- 李公挺，隋朝右领军府司马、高都郡公[9]

### 兄弟
- 李世辩，唐朝真定县县令[9]
- 李俊，唐朝扬州大都督府兵曹参军、汴州封丘县易州易县舒州太湖县三县令、朝议郎行商州司马、上骑都尉[2]

### 子女
- 李崇嗣，唐朝朝散大夫、郓州钜野县县令[1]